# Lorenzo Mattielli
Lorenzo Mattielli, o Mattieli (Vicenza, 20 aprile 1687 – Dresda, 28 aprile 1748), è stato uno scultore italiano.

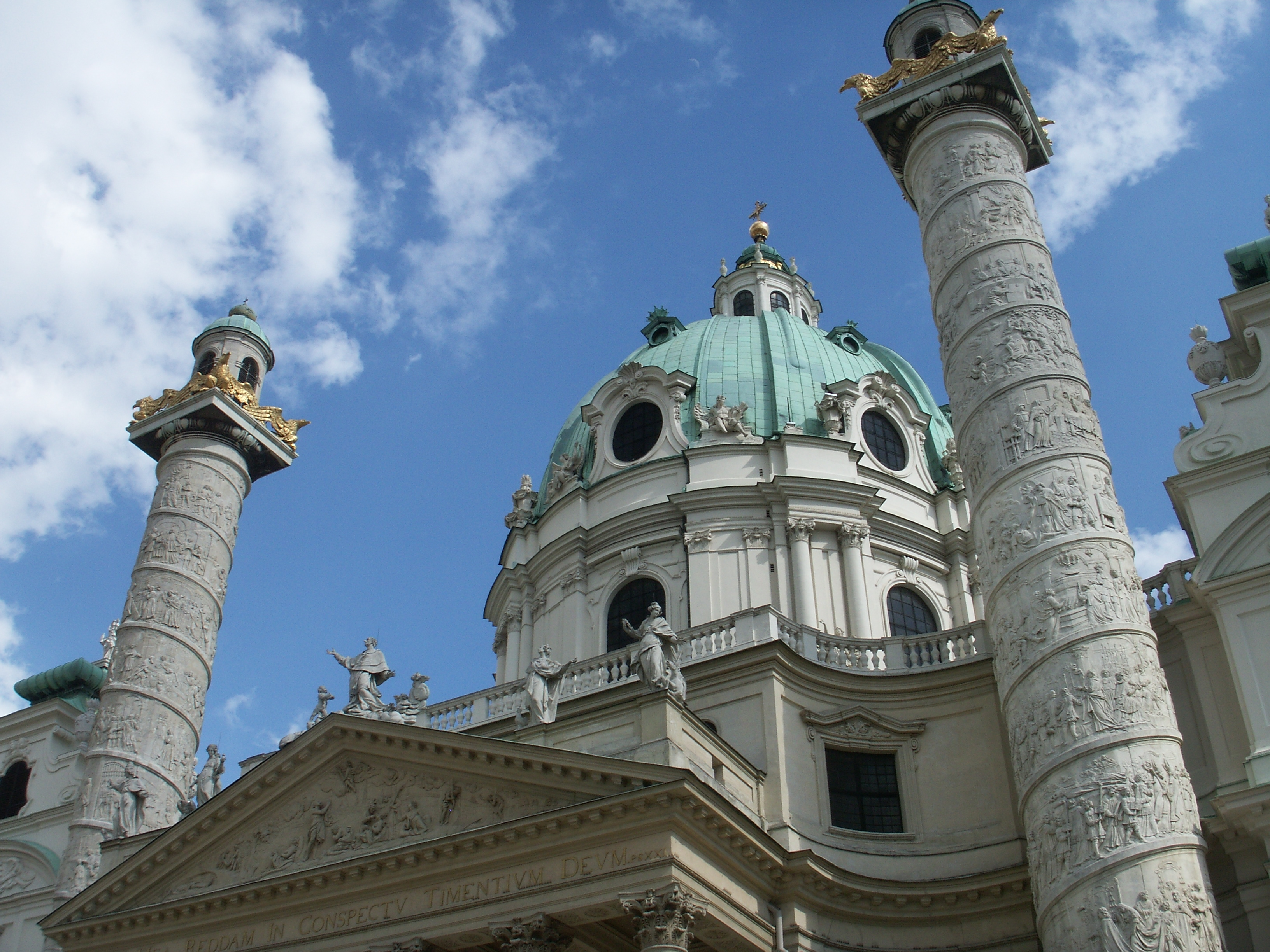
Chiesa di San Carlo Borromeo a Vienna

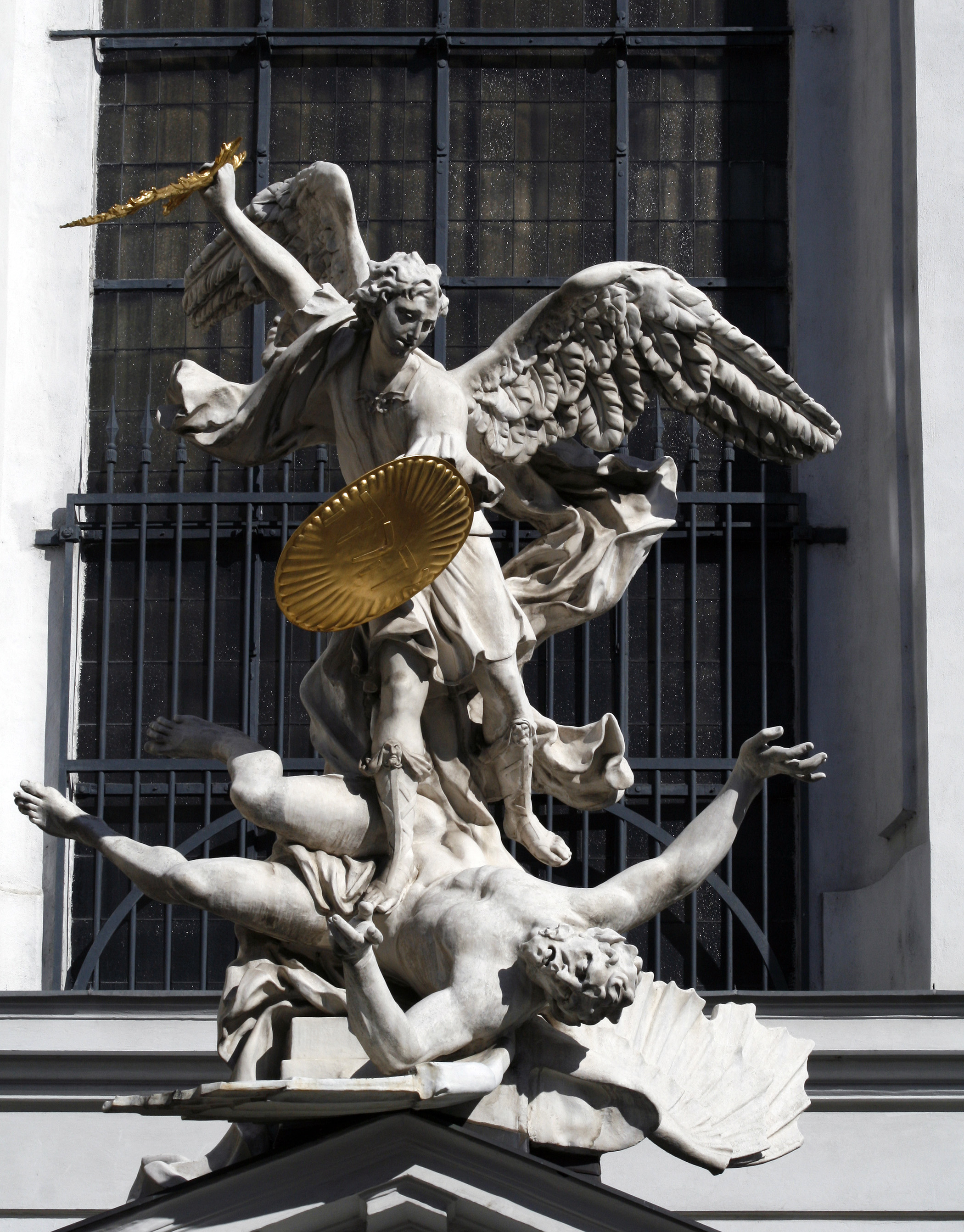
Michaelerkirche di Vienna, L'arcangelo Michele

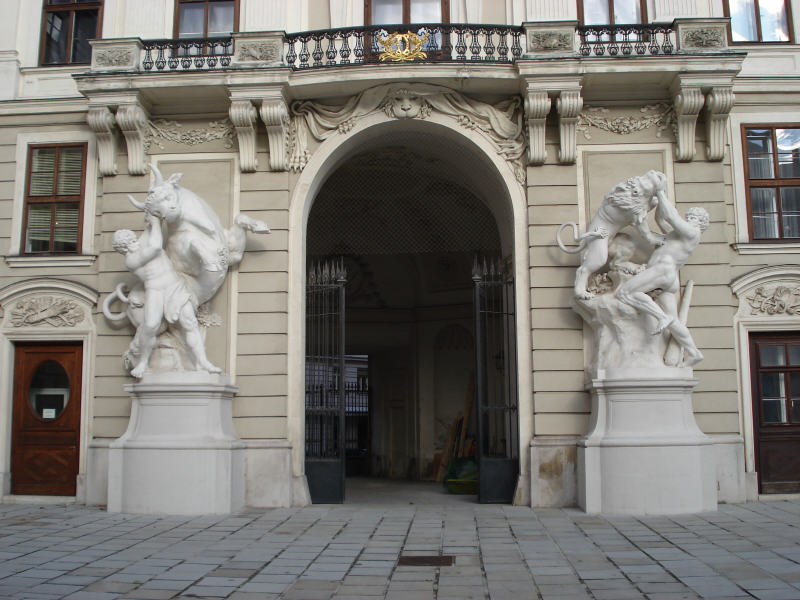
Ingresso alla real cancelleria dell Hofburg.

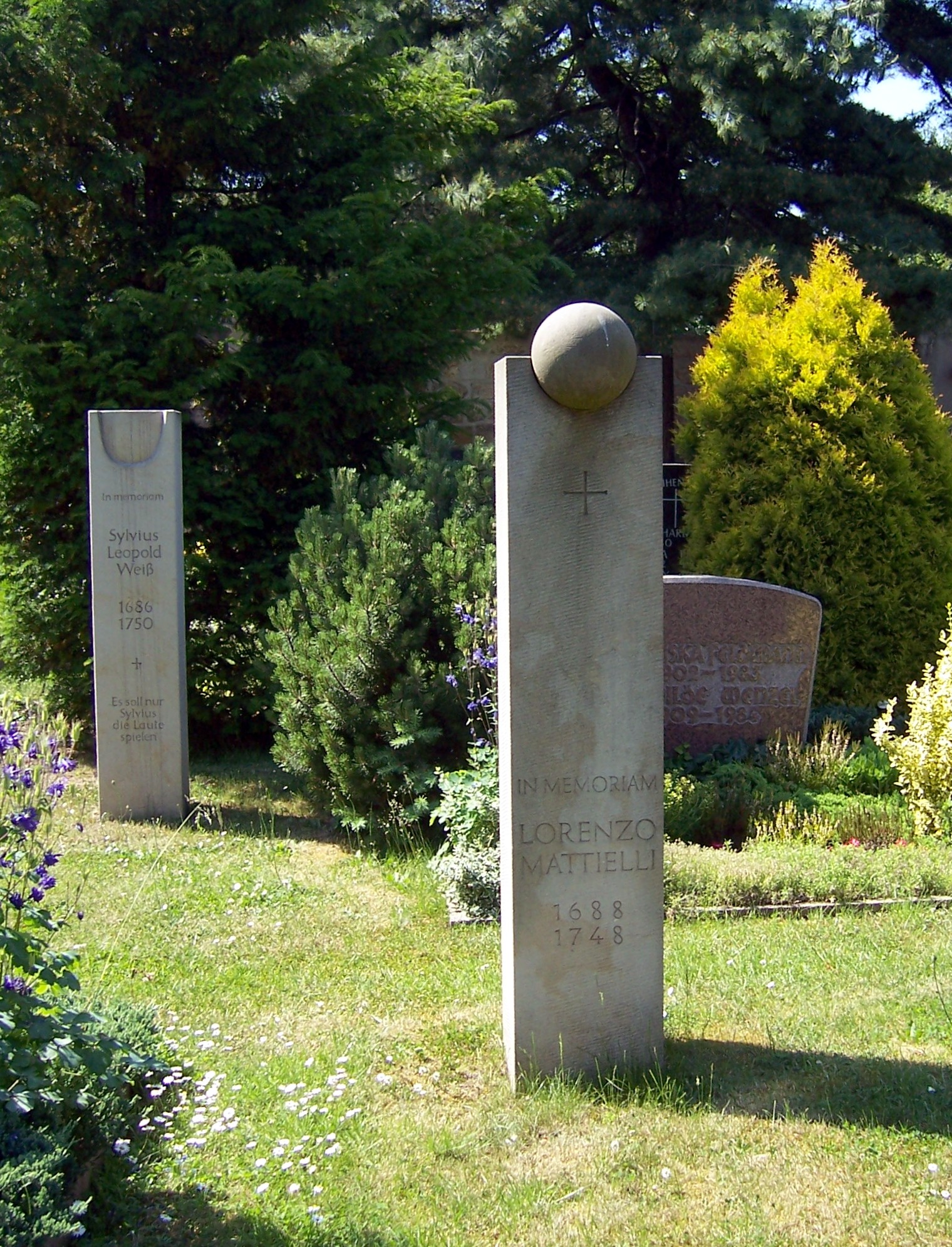
Stele funeraria in memoria di Lorenzo Mattielli nell'antico cimitero cattolico di Dresda

Mattielli, benché di origine italiana, operò di fatto a nord delle Alpi.

## Biografia
Nacque a Vicenza, dove fu allievo dello scultore Orazio Marinali, con cui collaborò e di cui sposò una nipote. Nel 1711 entrò a far parte degli scultori di fiducia della corte di Vienna grazie al sostegno ricevuto dalla principessa Guglielmina Amalia di Brunswick-Lüneburg, consorte dell'imperatore Giuseppe I.

### Attività nella Vienna imperiale e in Austria
A Vienna lavorò, fra l'altro, all'arredo scultoreo dell'Hofburg,  alle Quattro fatiche di Ercole all'ingresso della cancelleria imperiale nel castello, ai bassorilievi sul portale del Palazzo d'Inverno del Principe Eugenio, al Palazzo Schwarzenberg, alla Zeughaus dei pompieri sulla piazza Am Hof, alla Chiesa di San Carlo Borromeo, al Castello di Thürnthal. Lavorò anche nelle abbazie di Melk e di  Klosterneuburg e nel Santuario di Mariazell. 
Nel 1714 venne ufficialmente nominato scultore di corte.
Dalle sue mani sono uscite le figure del timpano della chiesa viennese di san Carlo Borromeo: personificazioni della Religione, della Misericordia, del Pentimento e quella del Fervore religioso all'attico. Sono anche opera sua le figure angeliche del tamburo della cupola, le aquile incoronanti delle grosse colonne e gli angeli dell'altar maggiore. Opera sua in Vienna è anche il gruppo di angeli custodi nella chiesa di San Michele.
Uno dei suoi collaboratori più importanti fu Johann Joseph Resler.
Nel 1737 prese parte al concorso per la Fontana della Provvidenza sull'attuale Neuer Markt, che rappresentò la prima volta in cui i borghesi viennesi consapevoli di sé, si organizzarono per un'opera pubblica (il concorso fu tuttavia vinto dal giovane scultore austriaco Georg Raphael Donner).

### Attività nel principato di Dresda
Nel 1738 Mattielli fu chiamato dal principe elettore Federico Augusto II di Sassonia  a Dresda per "occuparsi delle antiche e moderne statue". 
Nell'ottobre dell'anno successivo ebbe il compito, come primo scultore reale di corte, di impostare 78 statue della cattolica cattedrale  Hofkirche, che si trovano colà ancor oggi.
Nel periodo in cui visse a Dresda, lavorò dal 1741 al 1746 nel giardino barocco del Palazzo Brühl-Marcolini al suo capolavoro, la fontana di Nettuno, un complesso largo 40 m, che si sviluppa su tre piani. Successivamente il laboratorio di Mattielli lavorò per le statue dello scalone e per la fontana del Palazzo Brühl in Augustusstraße, per il Palazzo Moszyńska e per il palazzo di Hubertusburg, come per molti altri edifici.
Mattielli morì nel 1748 a Dresda e la sua salma fu inumata nell'antico cimitero cattolico di Dresda. La sua tomba non fu più trovata e per questo nel 2001 venne eretta una stele in sua memoria.
Nel 1901 a Wieden (IV distretto di Vienna), gli venne intitolata una via, la Mattiellistraße.